# Ясенівчик
Ясенівчик — заповідне урочище місцевого значення. Об'єкт розташований на території Надвінянського району Івано-Франківської області, Зарічанське лісництво, квартал 11, виділи 10, 14.
Площа — 23,0000 га, статус отриманий у 1988 році.